# 傅懿妃
傅懿妃（ふいき、万暦16年（1588年） - 崇禎17年5月26日（1644年6月30日））は、明の泰昌帝の側室。

## 生涯
万暦年間、皇太子朱常洛（後の泰昌帝）の邸に入り、選侍（皇子の側室）となった。皇太子から寵愛を受けた。
泰昌帝が即位すると、詔書により妃に封じられたが、妃に冊封する儀式の際に泰昌帝が崩じた。天啓帝の即位後、傅氏たちは別宮へ追放されたが、後に呼び戻された。天啓4年（1624年）、光廟懿妃（泰昌帝の廟号の光宗による）に封じられた。崇禎13年（1640年）、孝純太后（元は傅懿妃と同じく泰昌帝の側室だった）の肖像を描かせるため、崇禎帝（孝純太后の実子）により温定の徽号が贈られた。
崇禎17年（1644年）3月19日、李自成軍が皇宮に進入すると、宦官と共に白洋淀（現在の河北省保定市安新県・雄県の湖）へ逃れて避難した。同年5月26日（1644年6月30日）、農村で病没した。

## 子女
- 朱徽妍（寧徳公主）
- 朱徽婧（遂平公主）
- 朱由栩 - 夭折。崇禎末年に湘懐王と追諡された。